# Eugenie d'York
Eugenie d'York, née Eugenie Victoria Helena, le 23 mars 1990 à Londres, est un membre de la famille royale britannique. Petite-fille de la reine Élisabeth II et du prince Philip, duc d’Édimbourg, elle est la fille cadette du prince Andrew, duc d'York, et de Sarah Ferguson.
Titrée princesse du Royaume-Uni de Grande-Bretagne et d’Irlande du Nord avec le traitement d’altesse royale, Eugenie occupe la douzième place dans l’ordre de succession au trône britannique.

## Biographie

### Naissance et baptême
Née au Portland Hospital de Londres, elle est la sixième née des petits-enfants de la reine Élisabeth II et du prince Philip. Elle a une sœur aînée, Beatrice d'York, née en 1988.
Elle est baptisée sous les prénoms de Eugenie Victoria Helena à l'église Sainte-Marie-Madeleine de Sandringham, par Peter Nott, évêque de Norwich, le 23 décembre 1990. Elle est le premier bébé royal à recevoir un baptême public. Ses parrains et marraines sont : James Ogilvy (le cousin issu de germain de son père), le capitaine Alastair Ross (qui n'a pu être présent), Susan Ferguson, née Deptford (la deuxième épouse de son grand-père maternel), Julia Dodd-Noble et Louise Blacker.

### Formation et vie professionnelle
Elle commence sa scolarité à l'école Montessori de Winkfield entre 1992 et 1993. Puis, elle rejoint sa sœur à la Upton House School à Windsor, qu'elle quitte en 1995, pour la Coworth Park School, qu'elle fréquente jusqu'en 2001. Elle rentre ensuite à la St. George's School de Windsor, puis au Marlborough College dans le comté de Wiltshire de 2003 à 2009. À partir de septembre 2009, elle étudie l'histoire de l'art, la littérature anglaise et la politique à l'université de Newcastle upon Tyne. Elle est diplômée en 2012.
Grâce à son diplôme en histoire de l'art, elle a travaillé au sein de la maison de ventes Paddle8 dans la ville de New York. Elle est aujourd'hui membre de la direction de la galerie d'art Hauser & Wirth de Londres.

### Devoirs officiels

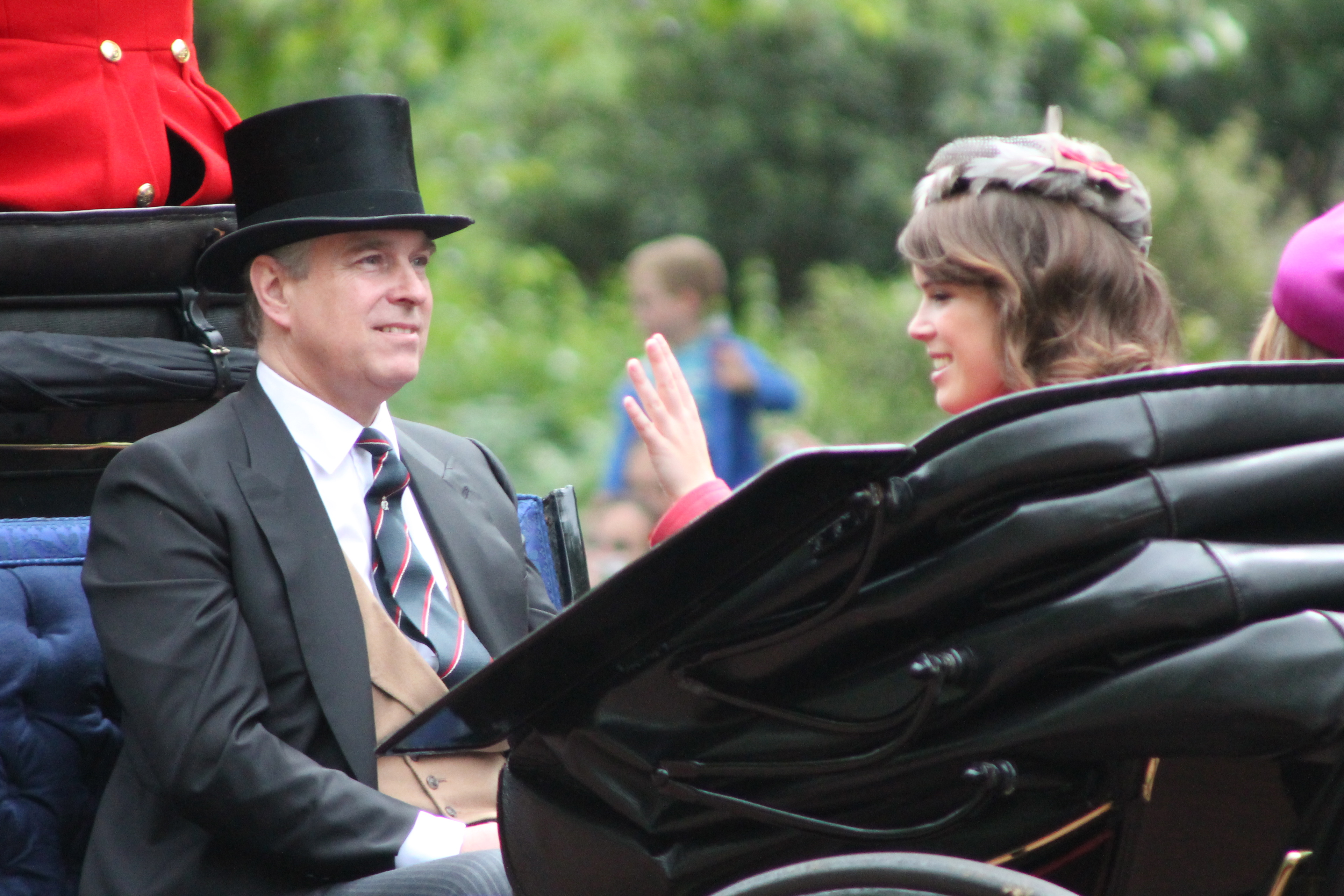
La princesse Eugenie, saluant la foule, en compagnie de son père en 2012.

Début 2013, en compagnie de sa sœur Beatrice, elle effectue sa première mission à l'étranger pour promouvoir le commerce britannique. Cependant, comme sa sœur, la princesse Eugenie n'est pas royale à plein temps (selon la formule). Leur père demande régulièrement à la reine que ses filles travaillent à plein temps pour la Couronne.
Engagée contre l'esclavage moderne et la traite humaine, la princesse cofonde en 2017, avec Julia de Boinville, The Anti-Slavery Collective.

### Mariage et descendance
Le 22 janvier 2018, le palais de Buckingham annonce par un communiqué officiel les fiançailles de la princesse Eugenie avec John (Jack) Christopher Stamp Brooksbank, né le 3 mai 1986. La princesse garde son titre royal après son mariage, avec l'option de prendre également le nom de famille de son époux. Jack Brooksbank et la princesse sont en couple depuis 7 ans. Le mariage a lieu le 12 octobre 2018 en la chapelle Saint-Georges du château de Windsor. En novembre 2020, ils s'installent à Frogmore Cottage. À partir du printemps 2022, le couple et leur fils résident entre le Portugal et Londres, Jack Brooksbank travaillant pour Mike Meldman.
Le couple a deux fils :
- August Philip Hawke Brooksbank, né le 9 février 2021[9],[10], treizième dans l'ordre de succession au trône britannique[11] ;
- Ernest George Ronnie Brooksbank, né le 30 mai 2023[1], quatorzième dans l'ordre de succession au trône britannique.

## Titulature
En tant que petite-fille de la souveraine, Eugenie est princesse du Royaume-Uni de Grande-Bretagne et d’Irlande du Nord avec le prédicat d’altesse royale. À sa naissance, la princesse Eugenie prend le nom de l’apanage de son père, c'est-à-dire d'York, jusqu'à son mariage en 2018. Son époux ne reçoit pas de titre à cette occasion.
Elle est successivement connue sous les titres suivants :
- 23 mars 1990 – 12 octobre 2018 : Son Altesse Royale la princesse Eugenie d'York ;
- depuis le 12 octobre 2018 : Son Altesse Royale la princesse Eugenie, Mrs Jack Brooksbank.